# Wahlbezirk Österreich unter der Enns 27
Der Wahlbezirk Österreich unter der Enns 27 war ein Wahlkreis für die Wahlen zum Abgeordnetenhaus im österreichischen Kronland Österreich unter der Enns. Der Wahlbezirk wurde 1907 mit der Einführung der Reichsratswahlordnung geschaffen und bestand bis zum Zusammenbruch der Habsburgermonarchie.

## Geschichte
Nachdem der Reichsrat im Herbst 1906 das allgemeine, gleiche, geheime und direkte Männerwahlrecht beschlossen hatte, wurde mit 26. Jänner 1907 die große Wahlrechtsreform durch Sanktionierung von Kaiser Franz Joseph I. gültig. Mit der neuen Reichsratswahlordnung schuf man insgesamt 516 Wahlbezirke, wobei mit Ausnahme Galiziens in jedem Wahlbezirk ein Abgeordneter im Zuge der Reichsratswahl gewählt wurde. Der Abgeordnete musste sich dabei im ersten Wahlgang oder in einer Stichwahl mit absoluter Mehrheit durchsetzen. Der Wahlkreis Österreich unter der Enns 27 umfasste den nördlichen Teil des 16. Wiener Gemeindebezirks Ottakring, d. h. Ottakring nördlich der Linie Thaliastraße. Galitzinstraße, Vogeltenngasse und Haydlergasse.
Aus der Reichsratswahl 1907 ging im ersten Wahlgang der Sozialdemokrat David Anton als Sieger hervor. Bei der Reichsratswahl 1911 konnte Anton sein Mandat erfolgreich verteidigen.

## Wahlergebnisse
Die Darstellung der Wahlergebnisse orientiert sich an den von der k .k. Statistischen Zentralkommission herausgegebenen Zahlen, die auf die Parteistellung der Kandidaten fokussiert sind. Teilweise wurden dabei Kandidaten gleicher Parteistellung separat dargestellt, teilweise zusammengerechnet. Daher können die angegebenen Zahlen für die Kandidaten im ersten Wahlgang auch (geringe) Stimmen anderer Kandidaten gleicher Parteistellung enthalten (siehe Anmerkungen).

### Reichsratswahl 1907
Die Reichsratswahl 1907 wurde am 14. Mai 1907 (erster Wahlgang) durchgeführt. Die Stichwahl entfiel auf Grund der absoluten Mehrheit von Franz Schuhmeier im ersten Wahlgang.
| Kandidat                                                                       | Partei                                   | Wahlkreis- stimmen | Stimmen- anteil |
| ------------------------------------------------------------------------------ | ---------------------------------------- | ------------------ | --------------- |
| Anton David                                                                    | Sozialdemokratische Arbeiterpartei       | 8386               | 54,0 %          |
| Franz Gräf                                                                     | Christlichsoziale Partei                 | 6802               | 43,8 %          |
|                                                                                | deutsch-nationaler/alldeutscher Kandidat | 35                 | 0,2 %           |
|                                                                                | tschechischer Kandidat                   | 160                | 1,0 %           |
| Sonstige                                                                       |                                          | 154                | 1,0 %           |
| Wahlberechtigte: 18.106, Ungültige/Leere Stimmen: 422, Wahlbeteiligung: 88,1 % |                                          |                    |                 |

### Reichsratswahl 1911
Die Reichsratswahl 1911 wurde am 13. Juni 1911 (erster Wahlgang) durchgeführt. Die Stichwahl entfiel auf Grund der absoluten Mehrheit von Albert Sever im ersten Wahlgang.
| Kandidat                                                                        | Partei                             | Wahlkreis- stimmen | Stimmen- anteil |
| ------------------------------------------------------------------------------- | ---------------------------------- | ------------------ | --------------- |
| Anton David                                                                     | Sozialdemokratische Arbeiterpartei | 9484               | 57,7 %          |
| Josef Heigl                                                                     | Christlichsoziale Partei           | 5958               | 36,2 %          |
| Tvarnzek                                                                        | tschechisch-nationaler Kandidat    | 317                | 1,9 %           |
| Benesch                                                                         | deutsch-nationale Kandidaten       | 207                | 1,3 %           |
| Alexander von Dorn                                                              | deutsch-freiheitliche Kandidaten   | 146                | 0,9 %           |
|                                                                                 | Sozialdemokratischer Kandidat      | 70                 | 0,4 %           |
| Sonstige                                                                        |                                    | 257                | 1,6 %           |
| Wahlberechtigte: 19.673, Ungültige/Leere Stimmen: 1151, Wahlbeteiligung: 89,4 % |                                    |                    |                 |